# Льодовикова тріщина

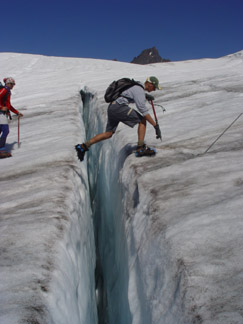
Альпіністи долають льодовикову тріщину. Льодовик Істон на горі Бейкер, Каскадні гори, штат Вашингтон, США.

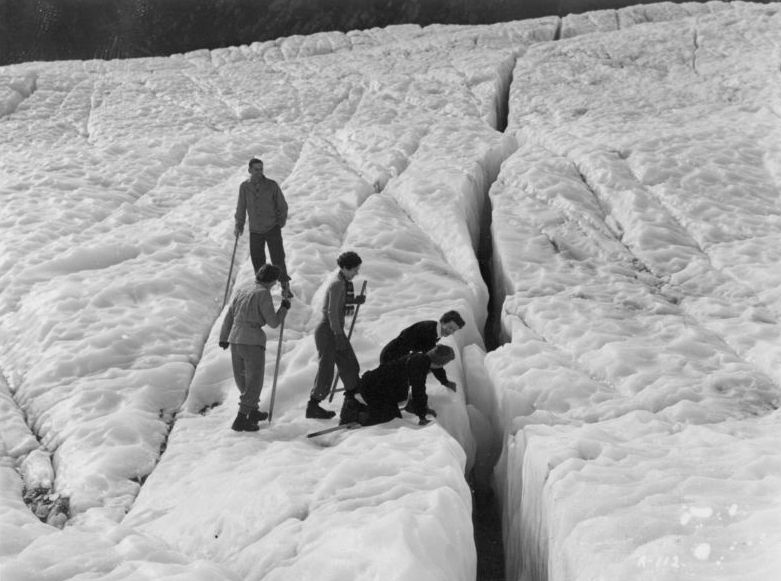
Альпіністи поблизу льодовикової тріщини. Fox Glacier.

Льодовикова тріщина — розрив льодовика, що утворився в результаті його руху. Тріщини найчастіше мають вертикальні, або близькі до вертикальних стінки.
Розміри тріщин залежать від параметрів самого льодовика. Зустрічаються тріщини глибиною до 60 м і довжиною в десятки метрів. Тріщини бувають: поздовжні, тобто, паралельні напрямку руху
поперечними, тобто, перпендикулярні напрямку руху льодовика.
Поперечні тріщини зустрічаються набагато частіше. Рідше зустрічаються радіальні тріщини, котрі з'являються в передгірних пласких льодовиках, і крайові тріщини, на кінцях долинних льодовиків.
Поздовжні, радіальні та крайові тріщини утворюються внаслідок тиску, що виникає  в результаті тертя або розтікання льоду. Поперечні тріщини з'являються в результаті руху льоду по нерівному ложу.
Існує особливий вид тріщин — бергшрунд, типовий для карів, що живлять долинні льодовики з фирнового басейну. Бергшрунд являє собою велику тріщину, яка виникає при виході льодовика з фирнового басейну.
Тріщини можуть бути відкритими і закритими. Відкриті тріщини добре видно на поверхні льодовика і тому становлять меншу небезпеку для пересування по льодовику. В залежності від пори року, погоди і інших чинників тріщини на льодовику можуть бути закриті снігом. В цьому випадку тріщини не видно і при пересуванні по льодовику є небезпека провалитися в тріщину разом із сніговим мостом, що прикриває тріщину. Для забезпечення безпеки при пересуванні по льодовику, особливо закритому, необхідно зв'язуватися мотузкою для того, щоб напарник по зв'язці зміг утримати при падінні в тріщину і організувати підйом по мотузці.

## Інтернет-ресурси
Вікісховище має мультимедійні дані за темою: Льодовикова тріщина
- Web postings at https://web.archive.org/web/20060907051804/http://www.jwave.vt.edu/crcd/farkas/lectures/Fract1/tsld006.htm
- Virtual museum of failed products at http://materials.open.ac.uk/mem/index.html [Архівовано 8 лютого 2012 у Wayback Machine.]
- Fracture and Reconstruction of a Clay Bowl [Архівовано 23 січня 2012 у Wayback Machine.]
- Ductile fracture [Архівовано 6 серпня 2016 у Wayback Machine.]
- Modes of Fracture from Virginia Tech Materials Science and Engineering